# Список исторических персоязычных государств
Список исторических персоязычных государств — Начиная с XII века персидский язык значительно расширяет не только сферу применения, вытесняя литературный арабский язык, но и географию распространения. Он становится общим литературным языком населения Большого Ирана и лингва франка на всём пространстве восточной части исламского мира, от Анатолии до Северной Индии. Начав функционировать как официальный язык хорасанской династии Саманидов, именно при Саманидах персидский получил широкую поддержку саманидских эмиров, что способствовало ему всё глубже вытеснить восточноиранские языки. Персидский не утрачивает статуса языка канцелярии, художественной и научной литературы в последующие века при правителях тюркского происхождения (Газневиды, Сельджуки, Османы, Хорезмшахи, Тимуриды, Бабуриды, Сефевиды, Каджары, Афшариды и др.) Именно в период X—XIV веков творили всемирно известные персидские поэты из разных частей востока мусульманского мира, наследие которых по праву входит в классику мировой литературы: Рудаки, Фирдоуси, Омар Хайям, Насир Хосров, Низами, Саади, Руми, Аттар, Хафиз Ширази, Джами, Дехлави и многие другие.
Персидский язык широко использовался как язык международного общения и как литературный язык, в том числе в тех регионах, где его носители никогда не составляли большинство населения. В Средней Азии разговорные таджикские диалекты, вытесняемые тюркскими языками, становились субстратом для узбекского и туркменского языка, а литература на фарси оказала прямое воздействие на формирование чагатайского литературного языка. На другом конце восточного мира Сельджукиды и правители Османской империи, некоторые из которых были известными персидскими поэтами, покровительствовали литературному персидскому на протяжении многих веков, и влияние персидского на османский язык оказалось очень велико. В Индии персидскому языку покровительствовали мусульманские султаны, начиная с Газневидов (X век) и включая потомков Тамерлана — Великих Моголов. Индийское койне урду сложилось под значительным персидским влиянием, до сих пор это влияние ощутимо в разговорной речи всей Северной Индии.
Изначальные хорасанские центры персидского языка (IX—XII века) с нашествиями тюрок и монголов постепенно приходят в упадок. Центры литературной жизни перемещаются на запад, в Фарс, в «Персидский Ирак» (современный Центральный Иран), Азербайджан и далее в Анатолию (XIII—XVI века), где хорасанское койне дари до тех пор не было разговорным языком (многочисленные неперсидские иранские диалекты сохраняются там до сих пор). Литературный язык претерпевает некоторые изменения, приобретая более «западные черты». Другая, «восточная» ветвь литературной традиции закрепляется в мусульманской Индии.
В этом списке представлены исторические государства и династии вне зависимости от происхождения, где персидский язык имел официальный статус или был широко распространён.

## ИраниЦентральная Азия

### Персидские династии
| Названия                 | Столица                                                             | Период существования | Языки                                                                                | Карта |
| ------------------------ | ------------------------------------------------------------------- | -------------------- | ------------------------------------------------------------------------------------ | ----- |
| Княжество Уструшана      | Бунджикат                                                           | IV век — 893         | Согдийский Персидский                                                                |       |
| Тахиридское государство  | Мерв Нишапур                                                        | 821—873              | Персидский                                                                           |       |
| Саффаридское государство | Зарандж Нишапур                                                     | 873—900              | Персидский Арабский                                                                  |       |
| Саманидское государство  | Самарканд (819—892), Бухара (892—999)                               | 819—999              | Персидский (официальный & религиозный указ/родной язык), Арабский (религиозный указ) |       |
| Государство Саджидов     | Мераге Ардебиль                                                     | 889—929              | Персидский                                                                           |       |
| Государство Зияридов     | Исфахан (931—935) Рей (935—943) Горган (943—1035) Амоль (1035—1090) | 930—1090             | Персидский Гилянский Мазандеранский                                                  |       |
| Буидское государство     | Шираз Рей                                                           | 934—1062             | Персидский                                                                           |       |
| Гуридский султанат       | Фирузкух Герат Газни (1170 — до 1215) Лахор (1186—1215)             | 879—1215             | Персидский                                                                           |       |
| Государство Картидов     | Герат                                                               | 1244—1381            | Персидский                                                                           |       |
| Государство Сербедаров   | Себзевар                                                            | 1337—1381            | Персидский                                                                           |       |
| Государство Салгуридов   | Шираз                                                               | 1148—1282            | Персидский Тюркский                                                                  |       |
| Государство Бувандов     | Парим (651—1074) Сари (1074—1210) Амоль (1238—1349)                 | 651—1349             | Мазандеранский Среднеперсидский Персидский                                           |       |
| Государство Бувандов     | Шираз                                                               | 1148—1282            | Персидский Тюркский                                                                  |       |
| Государство Хотаки       | Кандагар Исфахан                                                    | 1709—1738            | Пушту Персидский                                                                     |       |
| Государство Падуспанидов | Неизвестно                                                          | 655—1598             | Персидский Каспийские языки                                                          |       |
| Династия Афрасиябов      | Амоль Фирузкух                                                      | 1349—1504            | Персидский Мазандеранский язык                                                       |       |
| Государство Зендов       | Шираз                                                               | 1751—1794            | Персидский                                                                           |       |

### Тюркcкие династии
| Названия                      | Столица | Период существования | Языки | Карта |
| ----------------------------- | --- | -------------------- | --- | ----- |
| Газневидское государство      | Газни (963—1151) Лахор (1151—1187)                                                                          | 977—1186             | Персидский |       |
| Караханидское государство     | Баласагун Самарканд Узгенд Кашгар (1151—1187)                                                               | 940—1212             | Персидский, Тюркский                                                                                                 |       |
| Западно-Караханидское ханство | Самарканд                                                                                                   | 1040—1212            | Персидский, Тюркский                                                                                                 |       |
| Государство Сельджукидов      | Нишапур (1037—1043) Рей (1043—1051) Исфахан (1051—1118) Хамадан (зап.) (1118—1194) Мерв (вост.) (1118—1153) | 1037—1194            | Персидский, Огузский                                                                                                 |       |
| Государство Хорезмшахов       | 1097-1220 Гургандж 1212—1220 Самарканд 1220—1221 Газни 1221—1224 Дели 1224—1231 Тебриз                      | 1097—1231            | Персидский |       |
| Кара-Коюнлу                   | Тебриз | 1375—1468            | Персидский, Огузский, арабский, курдский, армянский                                                                  |       |
| Ак-Коюнлу                     | Диярбакыр (1453—1471) Тебриз (1468—1478) Багдад                                                             | 1468—1501            | Персидский |       |
| Империя Тимуридов             | Самарканд (1370—1405) Герат (1405—1507)                                                                     | 1370—1507            | Персидский Тюркский                                                                                                  |       |
| Государство Афшаридов         | Мешхед | 1736—1796            | Персидский (официальный; язык судопроизводства; гражданского и фискального управления) тюркский (военное управление) |       |
| Сефевидское государство       | Тебриз (1501—1555) Казвин (1555—1598) Исфахан (1598—1736)                                                   | 1501—1722/1736       | Персидский Азербайджанский                                                                                           |       |
| Государство Каджаров          | Тегеран | 1789—1925            | Персидский Азербайджанский                                                                                           |       |

### Монгольские и узбекские династии
| Названия               | Столица                 | Период существования | Языки                  | Карта |
| ---------------------- | ----------------------- | -------------------- | ---------------------- | ----- |
| Государство Хулагуидов | Мераге Тебриз Сольтание | 1256—1335            | Персидский Монгольский |       |
| Бухарское ханство      | Бухара                  | 1500—1785            | Персидский Узбекский   |       |
| Бухарский эмират       | Бухара                  | 1785—1920            | Персидский Узбекский   |       |
| Кокандское ханство     | Коканд                  | 1709—1876            | Персидский Узбекский   |       |
| Хивинское ханство      | Хива                    | 1512—1920            | Персидский Узбекский   |       |

## Малая Азия
| Названия           | Столица                             | Период существования | Языки                                  | Карта |
| ------------------ | ----------------------------------- | -------------------- | -------------------------------------- | ----- |
| Конийский султанат | Никея (1077—1096) Конья (1096—1307) | 1077 — 1307          | Персидский, Староанатолийский турецкий |       |

## Индийский субконтинент
| Названия                | Столица | Период существования              | Языки | Карта |
| ----------------------- | --- | --------------------------------- | --- | ----- |
| Делийский султанат      | Лахор (1206—1210) Бадаюн (1210—1214) Дели (1214—1327) Даулатабад (1327—1334) Дели (1334—1506) Агра (1506—1526) | 1206 — 1555                       | Персидский                                                                                                  |       |
| Бахманийский султанат   | Гулбарга (1347—1425) Бидар (1425—1527)                                                                         | 1347—1527                         | Персидский                                                                                                  |       |
| Бенгальский султанат    | Гаур Сонаргаон Пандуа                                                                                          | 1352—1576                         | Персидский (суд и дипломатия) Бенгальский (разговорный) Арабский (религия)                                  |       |
| Ахмаднагарский султанат | Ахмаднагар, Харки, Даулатабад                                                                                  | 1490—1636                         | Персидский (официал) Даккинский Маратхи                                                                     |       |
| Гуджаратский султанат   | Анахильвар, Ахмадабад, Мухаммадабад                                                                            | 1407—1573                         | Персидский Древнегуджаратский                                                                               |       |
| Бидарский султанат      | Бидар | 1527 — 1619                       | Персидский (официальный) Урду                                                                               |       |
| Биджапурский султанат   | Биджапур | 1490 — 1686                       | Персидский (официальный) Деканский Урду                                                                     |       |
| Голкондский Султанат    | Голконда Хайдарабад                                                                                            | 1512 — 1687                       | Персидский (официал) Телугу Урду Декканский                                                                 |       |
| Империя Великих Моголов | Агра (1526—1571) Фатехпур-Сикри (1571—1585) Лахор (1585—1598) Дели (1598—1857)                                 | 21 апреля 1526 — 21 сентября 1858 | Персидский (официальный & придворный; язык суда) Чагатайский (староузбекский) (династия) Урду (разговорный) |       |
| Дурранийская империя    | Кандагар (1747—1773/1774) Кабул (1773/1774—1823)                                                               | 1747 — 1823                       | Персидский Пушту                                                                                            |       |
| Княжество Хайдарабад    | Аурангбад (1724—1763) Хайдарабад (1763—1948)                                                                   | 1724—1948                         | Персидский Урду,телугу, маратхи, каннада                                                                    |       |
| Калат (ханство)         | Калат | 1638—1952                         | Персидский Брауи                                                                                            |       |

## Кавказ
| Названия                | Столица                             | Период существования | Языки                              | Карта |
| ----------------------- | ----------------------------------- | -------------------- | ---------------------------------- | ----- |
| Талышское ханство       | Ленкорань                           | 1747—1841            | Персидский (официальный) Талышский |       |
| Государство Ширваншахов | Шемахы (861—1192), Баку (1192—1538) | 861—1538             | Персидский (официальный) Арабский  |       |

## Современные страны

### Советский период
| Названия                                                    | Столица                               | Период существования | Языки                 | Карта |
| ----------------------------------------------------------- | ------------------------------------- | -------------------- | --------------------- | ----- |
| Бухарская народная советская республика                     | Бухара                                | 1920 — 1924          | Узбекский, персидский |       |
| Таджикская Автономная Социалистическая Советская Республика | Бухара (1925); Самарканд (1925—1930); | 1924-1929            | Узбекский, персидский |       |

### Новейший период
| Названия    | Столица | Период существования | Языки                   | Карта |
| ----------- | ------- | -------------------- | ----------------------- | ----- |
| Афганистан  | Кабул   |                      | Персидский (Дари) Пашту |       |
| Иран        | Тегеран |                      | Персидский              |       |
| Таджикистан | Душанбе |                      | Персидский (таджикский) |       |